# 花園桃花
花園 桃花（はなぞの ももか、1999年11月17日 - ）は、日本の女性プロレスラー。大阪府大阪市住之江区出身。血液型O型。

## 来歴
2018年10月28日、ブルーアーマーリングサービス、大阪市立淀川コミュニティーセンター大会でのミス・モンゴル戦でデビュー。ブルーアーマーリングサービスではめぃりぃに続く女子2人目のプロレスラーとなる。関西を中心に関東圏でもREINA女子プロレスに出場。
2020年8月14日にブルーアーマーリングサービスを退団。フリーランスとなる。
2021年8月17日、松竹芸能で行われたユーチューブ専門女子プロレス団体「2point5女子プロレス」の設立会見に出席。同団体の第1号所属選手及び総監督に就任する。
2022年5月4日  デルフィンランド3 高島平大会にて行われた試合にてスペルデルフィンと共にDFLD認定混合タッグ初代王者になった。
2022年5月13日、「FIBREPLEX presents NEW BLOOD 2」でスターダム初参戦。
2025年4月16日、アップタウン旗揚げとともに所属。

## 人物
148センチと小柄だが学生時代は女子ラグビーに打ち込み、リングネームの由来は東大阪市花園ラグビー場から。得意技はラグビーのタックル経験を生かしたスピアー。戦いっぷりと愛くるしさで関西圏ではアイドル的な人気を持つ。

## テーマ曲
- Exotique / Terry Poison（旧）
- Brand New Day / irucaice feat. Hatsune Miku（現）

## タイトル歴
2point5女子プロレス
- 初代DFLD認定混合タッグ王座

OZアカデミー女子プロレス
- 第4代OZアカデミー認定パイオニア3WAY王座

道頓堀プロレス
- 第4代WDW女子王座

DDTプロレスリング
- 第1614代アイアンマンヘビーメタル級王座

プロレスリング紫焔
- 第14代 "I LOVE 紫焔"王座